# 量子
在物理学中，量子（quantum）是参与基本相互作用的任何物理实体（物理性质）的最小量，即某物质或物理量存在的最小的不可分割的基本单位。例如，“光的量子”是光的單位。而延伸出的量子力學、量子光學等不同的專業研究領域。
某物理性质可以被“量化”的基本概念，称为量化假设；这意味着物理性质的“量值”（magnitude），只能采用由一个量子的整数倍组成的离散值。
量子的基本概念为所有的有形性質是“可量子化的”。“量子化”指其物理量的數值是特定的且固定量的，而非任意值。例如，在（休息狀態的）原子中，電子的能量是可量子化的。这能量也決定了原子的穩定性和一般性質。在20世紀的前半期，出現了新的概念：許多物理學家將量子力學視為瞭解和描述自然的基本理論。在量子被發現的100多年间，经过普朗克，爱因斯坦，波爾等科学家的努力，已初步建立量子力学理论。
英語量子一詞來自拉丁语 quantum，意為“有多少量”，代表“某固定量” 。

## 历史
量子物理是研究量子化的物理分支，在1900年根据热辐射理論延伸建立量子理论。由於馬克斯·普朗克（M. Planck）试图解决黑體輻射问题，所以他大胆提出量子假设，并得出了普朗克辐射定律，沿用至今。
當時德國物理界聚焦于黑體辐射问题的研究。馬克斯·普朗克在1900年12月14日的德國物理學學會會議中第一次發表能量量子化數值、Avogadro-Loschmidt數的數值、一個分子摩尔（mole）的數值及基本電荷。其數值比以前的更準確，提出的理论也成功解决了黑體輻射的问题，标志着量子力學的誕生。
量子假设的提出有力地衝擊了古典物理學，促进物理学进入微观层面，奠基现代物理学。但直到現在，物理学家关于量子力学的一些假设仍然不能被充分地证明，仍有很多需要研究的地方。

## 相关方程

### 黑體輻射量子方程
黑體輻射量子方程是量子力學的第一部分。在1900年10月7日面世。
當物體被加熱，它以電磁波的形式散發紅外線輻射。物體變得熾熱时，紅色波長部分開始變得可見。大多數熱輻射是紅外線，除非物體變得像太陽的表面一樣熱，但當時的實驗室內不能夠達成这种条件而且只可以量度部分黑體光譜。
能量{\displaystyle E}、輻射頻率{\displaystyle f}及溫度{\displaystyle T}可以被寫成：
{\displaystyle E={\frac {hf}{e^{\frac {hf}{kT}}-1}}}
h是普朗克常數及k是玻爾茲曼常數。兩者都是物理學中的基礎。基礎能量的量子是hf。可是這個單位正常之下不存在並不需要量子化。